# Кубок світу з лижних перегонів та біатлону 2019
Кубок світу з лижних перегонів та біатлону 2019 серед паралімпійців проходив з 12 по 19 січня 2019 року у м. Естерсунд (Швеція).

## Медальний залік
| Місце | Країна    | Золото | Срібло | Бронза | Загалом |
| ----- | --------- | ------ | ------ | ------ | ------- |
| 1     | США       | 11     | 5      | 0      | 16      |
| 2     | Україна   | 6      | 14     | 16     | 36      |
| 3     | Франція   | 4      | 0      | 1      | 5       |
| 4     | Швеція    | 3      | 0      | 0      | 3       |
| 5     | Норвегія  | 2      | 6      | 5      | 13      |
| 6     | Німеччина | 2      | 4      | 7      | 13      |
| 7     | Австралія | 2      | 1      | 0      | 3       |
| 8     | Польща    | 1      | 1      | 2      | 4       |

## Виступ України
Загальний підсумок виступу національної паралімпійської збірної команди України — 36 медалей, з яких 6 золотих, 14 срібних та 16 бронзових нагород та перше загальнокомандне місце за загальною кількістю нагород та 2-ге — за кількістю золотих медалей (після команди США). Найкраще від команди України виступила Олександра Кононова, котра виборола 3 золоті, 1 срібну (естафета) та 2 бронзові медалі.